# Coussapoa villosa
Coussapoa villosa är en nässelväxtart. Coussapoa villosa ingår i släktet Coussapoa och familjen nässelväxter.

## Underarter
Arten delas in i följande underarter:
- C. v. polycephala
- C. v. villosa